# Tàu con thoi Challenger
Tàu con thoi Challenger (tiếng Việt: Người Thách đấu, số hiệu Chỉ định Phương tiện Trên quỹ đạo là OV-099) là con tàu con thoi thứ hai mà Cơ quan Hàng không và Vũ trụ Quốc gia Hoa Kỳ (NASA) đưa vào hoạt động cùng với tàu con thoi Columbia, phi thuyền đầu tiên bay lên quỹ đạo. Challenger được lắp ráp bởi Bộ phận Hệ thống Vận chuyển Không gian của công ty Rockwell ở Downey, California. Với chuyến bay đầu tiên vào ngày 4 tháng 4 năm 1983, con tàu đã thực hiện thành công chín nhiệm vụ trước khi nổ tung thành nhiều mảnh vào giây thứ 73 ở nhiệm vụ thứ mười (mã hiệu phi vụ: STS-51-L) vào ngày 28 tháng 1 năm 1986. Vụ nổ làm thiệt mạng cả bảy người trong phi hành đoàn. Challenger là một trong hai tàu (chiếc còn lại là Columbia) bị nổ. Tai nạn này dẫn đến việc phi đội tàu con thoi bị đình chỉ hoạt động trong hai năm rưỡi. Vào năm 1988, phi đội hoạt động trở lại với tàu con thoi Discovery được phóng lên ở phi vụ STS-26. Challenger sau đó được thay thế bởi Endeavour, được phóng lần đầu vào tháng 5 năm 1992.

## Các chuyến bay
Trải qua khoảng ba năm, tàu con thoi Challenger thực hiện tổng cộng chín phi vụ và một phi vụ không được hoàn thành với khoảng cách đã du hành là 25,803,939 m.
| #  | Ngày                       | Mã hiệu  | Khu phóng | Nơi đáp | Ghi chú | Thời gian thi hành               |
| -- | -------------------------- | -------- | --------- | --- | --- | -------------------------------- |
| 1  | Ngày 4, tháng 4, năm 1983  | STS-6    | LC-39A    | Edwards Air Force Base                                                                                              | Triển khai TDRS-A | 5 ngày, 00 giờ, 23 phút, 42 giây |
| 2  | Ngày 18, tháng 6, năm 1983 | STS-7    | LC-39A    | Edwards Air Force Base                                                                                              | Sally Ride trở thành người phụ nữ Mỹ đầu tiên vào không gian. Phóng hai vệ tinh truyền thông. | 6 ngày, 02 giờ, 23 phút, 59 giây |
| 3  | Ngày 30, tháng 8, năm 1983 | STS-8    | LC-39A    | Edwards Air Force Base                                                                                              | Guion Bluford trở thành người Mỹ gốc Phi đầu tiên bay vào không gian. Trở thành tàu con thoi đầu tiên bay vào không gian vào ban đêm và hạ cánh vào ban đêm. Triển khai vệ tinh Insat-1B.                                                                | 6 ngày, 01 giờ, 08 phút, 43 giây |
| 4  | Ngày 3 tháng 2 năm 1984    | STS-41-B | LC-39A    | Kennedy Space Center                                                                                                | Mang theo và lắp đặt hai vệ tinh truyền thông nhưng không thành công. | 7 ngày, 23 giờ, 15 phút, 55 giây |
| 5  | Ngày 6, tháng 4, năm 1984  | STS-41-C | LC-39A    | Edwards Air Force Base                                                                                              | Thực hiện nhiệm vụ thử nghiệm hệ thống cung cấp năng lượng mặt trời cho tàu vũ trụ. | 6 ngày, 23 giờ, 40 phút, 07 giây |
| 6  | Ngày 5 tháng 10 năm 1984   | STS-41-G | LC-39A    | Kennedy Space Center                                                                                                | Phi vụ đầu tiên mang theo 2 phụ nữ. Marc Garneau trở thành người Canada đầu tiên bay vào không gian. Kathryn D. Sullivan Trở thành người phụ nữ Mỹ đầu tiên thực hiện chuyến đi ngoài không gian. Mang theo và lắp đặt Earth Radiation Budget Satellite. | 8 ngày, 05 giờ, 23 phút, 33 giây |
| 7  | Ngày 29 tháng 5 năm 1985   | STS-51-B | LC-39A    | Edwards Air Force Base                                                                                              | Mang theo Spacelab-3 | 7 ngày, 00 giờ, 08 phút, 46 giây |
| 8  | Ngày 29 tháng 7 năm 1985   | STS-51-F | LC-39A    | Edwards Air Force Base                                                                                              | Mang theo Spacelab-2 | 7 ngày, 22 giờ, 45 phút, 26 giây |
| 9  | Ngày 30 tháng 10 năm 1985  | STS-61-A | LC-39A    | Edwards Air Force Base                                                                                              | Mang theo Spacelab D-1 của Đức. Wubbo Ockels trở thành người Hà Lan đầu tiên bay vào không gian. | 7 ngày, 00 giờ, 44 phút, 51 giây |
| 10 | Ngày 28 tháng 1 năm 1986   | STS-51-L | LC-39B    | Không thể bay vào quỹ đạo Trái Đất do bị phá hủy sau 73 giây được phóng lên (theo kế hoạch là Kennedy Space Center) | Tàu con thoi Challenger bị nổ tung sau 73 giây cất cánh làm 7 thành viên phi hành đoàn tử nạn. Nhiệm vụ cần thực hiện trong phi vụ này là lắp đặt TDRS-B và thực hiện chương trình Giáo viên trong vũ trụ của Mỹ.                                        | 0 ngày, 00 giờ, 01 phút, 13 giây |

|                                                                 |                                                      |
| Challenger đang được kiểm tra.Photo 1983-8-25 courtesy of NASA. | Phi hành đoàn của Challenger trong phi vụ cuối cùng. |

### Huy hiệu các nhiệm vụ của Tàu con thoiChallenger
|          |          |          |          |          |
| STS 6    | STS 7    | STS 8    | STS 41-B | STS 41-C |
|          |          |          |          |          |
| STS-41-G | STS-51-B | STS-51-F | STS-61-A | STS-51-L |

## Thảm họaChallenger
Ngày 28 tháng 1 năm 1986, tàu con thoi Challenger thực hiện phi vụ STS 51-L nhằm phóng vệ tinh TDRS-B và thực hiện chương trình Giáo viên trong Vũ trụ. Sau 73 giây, con tàu nổ tung trên bầu trời Đại Tây Dương, miền trung bang Florida đúng 11:38 trưa (16:38 UTC). Toàn bộ phi hành đoàn tử nạn.
Nguyên nhân của thảm họa này là do các vòng đệm bằng cao su trong tên lửa đẩy con tàu đã bị hỏng do nhiệt độ xuống thấp vào ban đêm. Chính sự cố này đã gây ra việc rò ri khí rất nóng có áp suất cao bên trong tên lửa đẩy ra ngoài và thổi trực tiếp vào bình nhiên liệu gắn ngoài và các phần lân cận. Luồng khí này có thể thấy rõ từ mặt đất từ giây thứ 64 của vụ phóng. Các cấu trúc gắn kết tên lửa trong hệ thống phóng tàu nhanh chóng bị vỡ. Một giây trước tai nạn, luồng khí này làm thủng bình nhiên liệu ngoài. Hỗn hợp hydro lỏng và oxy lỏng bên trong bình bị đốt nóng gây nổ lớn làm vỡ đôi bình nhiên liệu ngoài. Tuy nhiên con tàu vẫn tiếp tục bay trên không trung nhưng bị mất ổn định. Cuối cùng hỗn hợp nhiên liệu còn lại phát nổ làm tàu tách khỏi bình nhiên liệu và tên lửa, rồi mất hết lực đẩy cần thiết. Các động cơ và cánh tàu rời ra, buồng lái và phần đầu của tàu tách khỏi khoang hàng hóa. Tất cả cùng rơi xuống biển kết thúc quá trình hoạt động của tàu con thoi Challenger.

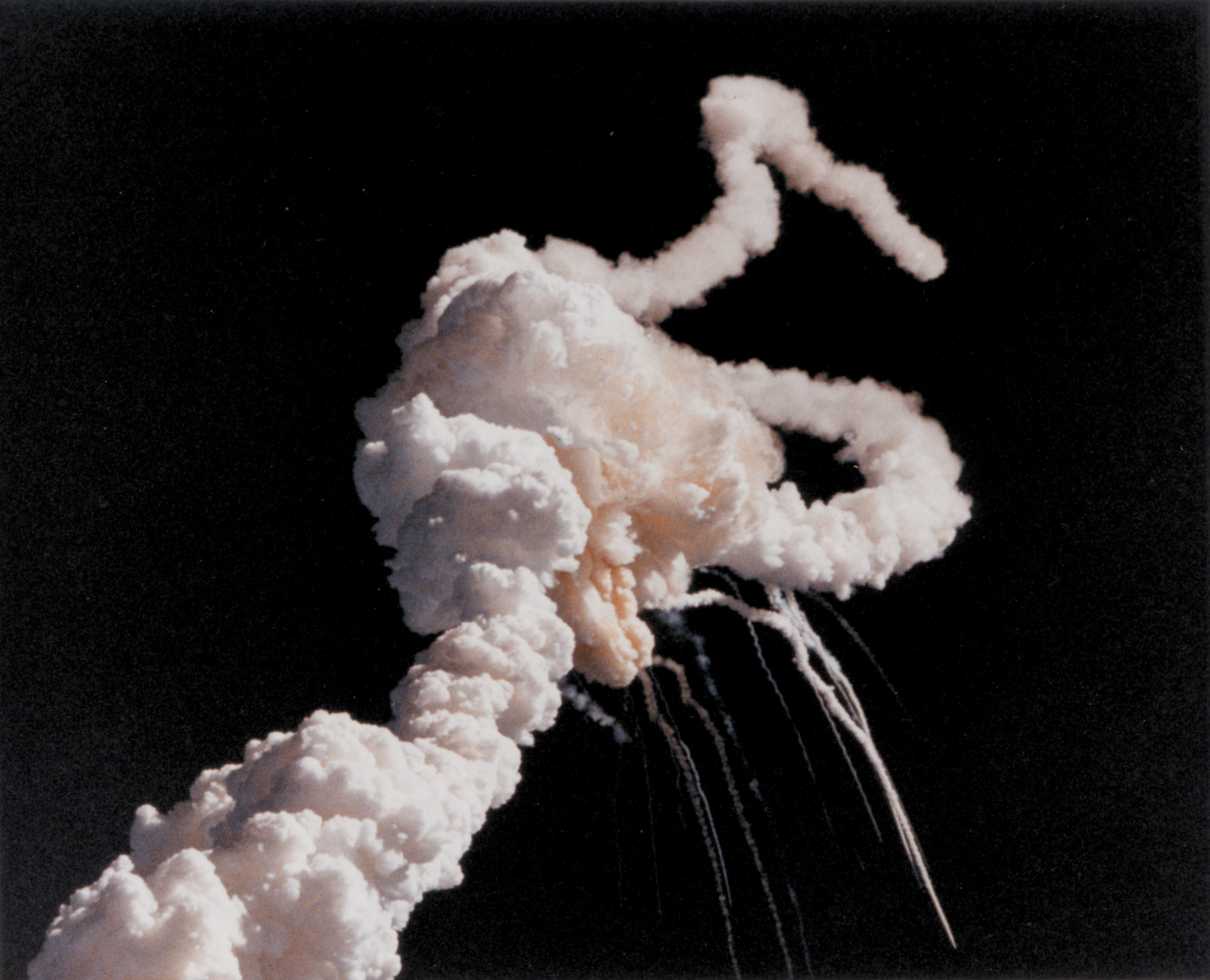
Tàu Challenger nổ tung và vỡ vụn trên bầu trời